# Parafia św. Jana Chrzciciela w Czerwonce Grochowskiej
Parafia pw. Św. Jana Chrzciciela w Czerwonce – rzymskokatolicka parafia należąca do dekanatu sokołowskiego, diecezji drohiczyńskiej, metropolii białostockiej.

## Miejsca święte
Kościół parafialny
Obecny kościół wybudowano w latach 1952-1958.
Dawniej posiadane lub użytkowane przez parafię świątynie
- W 1470 roku został ufundowany pierwszy drewniany kościół w Czerwonce.
- Kolejny drewniany kościół powstał w 1829. 30 października 1950 drewniany kościół spłonął w niewyjaśnionych okolicznościach.

## Obszar parafii
W granicach parafii znajdują się miejscowości:

- Brzozów,
- Kolonia Brzozów,
- Chmielew,
- Czerwonka,
- Dąbrowa,
- Dolne Pole,
- Grochów Szlachecki,
- Grochów Włościański,
- Justynów,
- Karolew,
- Krasów,
- Walerów